# Saverio Friscia
Saverio Friscia  est un patriote et homme politique italien, né à Sciacca le 11 novembre 1813, mort le 22 février 1886 à Sciacca.

## Biographie
Originaire de Sciacca dans la province d'Agrigente en Sicile, Saverio Friscia étudie la médecine à l'université de Palerme et commence à militer à gauche. Le mouvement fouriériste qui apparaît à Palerme dans les années 1830 par la présence de Benoît Jules Mure, publie un journal, L'Attrazione, auquel contribue Friscia aux côtés de l'astronome Niccolò Cacciatore et du docteur Paolo Morello.
Il est opposé à la monarchie des Bourbons en Sicile et organise dans sa ville en 1847 un soulèvement contre eux puis est élu député au Parlement de Sicile lors de la révolution de 1848. Il est assigné à résidence au retour des Bourbons, puis s'exile en 1850 à Paris.
Désormais disciple de Mazzini, il ne peut participer à l'expédition des Mille à cause de son état de santé, mais rétabli, il revient à Palerme en août 1860. Député à partir de 1861, il s'oppose à tous les gouvernements libéraux qui se succèdent.
En janvier 1863, il crée l'Association Démocratique Italienne de Palerme avec les actionnistes Giuseppe Badia, Giovanni Pantaleo, Francesco Bonafede, Edoardo Pantano et le prince de San Vincenzo, en faveur de l'achèvement de l'unité italienne tandis que Francesco Perroni Paladini et Giovanni Raffaele fondent l'Association pour le protection des droits du peuple qui, sous la présidence de Crispi, aspire à pouvoir négocier avec le pouvoir piémontais. 
Peu après, il se rapproche du mouvement anarchiste, et s'intéresse à la pensée de Mikhaïl Bakounine, dont il est l'un des premiers partisans italiens avec Giuseppe Fanelli. Il crée vers 1865 la section parlermitaine de la Société sociale révolutionnaire italienne, tout en maintenant jusqu'à la Commune de Paris, ses liens avec les mazziniens.
Député jusqu'en 1882, il quitte l'Internationale anarchiste en 1870 pour soutenir le réformisme parlementaire et l'arrivée au pouvoir de la gauche menée par Depretis.